# Lizzy Greene
Lizzy Greene, född den 1 maj 2003 är en amerikansk skådespelare.
Greene har bland annat spelat huvudrollen i julfilmen En pytteliten jul från 2017. Hon har även medverkat i TV-serierna Nicky, Ricky, Dicky & Dawn mellan 2014 och 2018 och A Million Little Things mellan 2018 och 2023.

## Filmografi (i urval)
- 2014-2018: Nicky, Ricky, Dicky & Dawn
- 2017: En pytteliten jul
- 2018-2023: A Million Little Things
- 2025 – Ransom Canyon (TV-serie)